# UEFA Champions League 1996/97/Borussia Dortmund
Der nachstehende Artikel behandelt die Spielstatistiken der Champions-League-Spiele des späteren Siegers Borussia Dortmund aus der Saison 1996/97.

## Gruppenphase
Als deutscher Meister der Saison 1995/96 war Borussia Dortmund automatisch für die Gruppenphase der Champions League qualifiziert.

### Borussia Dortmund – Widzew Łódź 2:1 (1:0)
| Borussia Dortmund                                                        | Borussia Dortmund | Widzew Łódź | Widzew Łódź |
| ------------------------------------------------------------------------ | --- | --- | ----------- |
| Borussia Dortmund                                                        | \| 1. Gruppenspiel \| \| Mittwoch, 11. September 1996 um 20:30 Uhr in Dortmund (Westfalenstadion) \| \| Zuschauer: 39.600 \| \| Schiedsrichter: Karel Ihring ( Slowakei) \|                                                                                                | \| 1. Gruppenspiel \| \| Mittwoch, 11. September 1996 um 20:30 Uhr in Dortmund (Westfalenstadion) \| \| Zuschauer: 39.600 \| \| Schiedsrichter: Karel Ihring ( Slowakei) \|                                                                                           | Widzew Łódź |
| Borussia Dortmund                                                        | Stefan Klos – Jürgen Kohler, Matthias Sammer, Júlio César – Stefan Reuter, Paul Lambert (24. Wolfgang Feiersinger), Michael Zorc, Jörg Heinrich – Andreas Möller – Heiko Herrlich (77. René Tretschok), Stéphane Chapuisat (90. Wladimir But) Cheftrainer: Ottmar Hitzfeld | Maciej Szczęsny – Paweł Wojtala, Tomasz Łapiński , Andrij Michalczuk – Radosław Michalski – Mirosław Szymkowiak (73. Marek Bajor), Ryszard Czerwiec, Sławomir Majak, Rafał Siadaczka (80. Piotr Szarpak) – Jacek Dembiński, Marek Citko Cheftrainer: Franciszek Smuda | Widzew Łódź |
| Borussia Dortmund                                                        | 1:0 Herrlich (45.) 2:0 Herrlich (68.) | 2:1 Citko (84.) | Widzew Łódź |
| Borussia Dortmund                                                        | Kohler (21.) | Michalczuk (40.) | Widzew Łódź |
| 1. Gruppenspiel                                                          | | |             |
| Mittwoch, 11. September 1996 um 20:30 Uhr in Dortmund (Westfalenstadion) | | |             |
| Zuschauer: 39.600                                                        | | |             |
| Schiedsrichter: Karel Ihring ( Slowakei)                                 | | |             |

### Steaua Bukarest – Borussia Dortmund 0:3 (0:2)
| Steaua Bukarest                                                         | Steaua Bukarest | Borussia Dortmund | Borussia Dortmund |
| ----------------------------------------------------------------------- | --- | --- | ----------------- |
| Steaua Bukarest                                                         | \| 2. Gruppenspiel \| \| Mittwoch, 25. September 1996 um 20:30 Uhr in Bukarest (Ghencea-Stadion) \| \| Zuschauer: 15.000 \| \| Schiedsrichter: Paul Durkin ( England) \|                                                                                                | \| 2. Gruppenspiel \| \| Mittwoch, 25. September 1996 um 20:30 Uhr in Bukarest (Ghencea-Stadion) \| \| Zuschauer: 15.000 \| \| Schiedsrichter: Paul Durkin ( England) \|                                                                                                | Borussia Dortmund |
| Steaua Bukarest                                                         | Daniel Gherasim (46. Bogdan Stelea) – Tiberiu Csik, Daniel Prodan, Iulian Filipescu, Bogdan Bucur (46. Tudorel Zamfirescu) – Damian Militaru, Dennis Șerban, Roland Nagy – Aurel Calin – Marius Lăcătuș , Sabin Ilie (63. Laurențiu Roșu) Cheftrainer: Dumitru Dumitriu | Stefan Klos – Jürgen Kohler, Wolfgang Feiersinger, Júlio César – Stefan Reuter, Paul Lambert, Michael Zorc , Jörg Heinrich (85. René Tretschok) – Andreas Möller (86. Wladimir But) – Lars Ricken (75. Stéphane Chapuisat), Heiko Herrlich Cheftrainer: Ottmar Hitzfeld | Borussia Dortmund |
| Steaua Bukarest                                                         | 0:1 Ricken (7.) 0:2 Heinrich (37.) 0:3 Chapuisat (78.) | | Borussia Dortmund |
| Steaua Bukarest                                                         | Prodan (15.), Zamfirescu (46.), Șerban (69.), Roșu (80.) | Zorc (17.), Heinrich (19.), César (29.) | Borussia Dortmund |
| 2. Gruppenspiel                                                         | | |                   |
| Mittwoch, 25. September 1996 um 20:30 Uhr in Bukarest (Ghencea-Stadion) | | |                   |
| Zuschauer: 15.000                                                       | | |                   |
| Schiedsrichter: Paul Durkin ( England)                                  | | |                   |

### Atlético Madrid – Borussia Dortmund 0:1 (0:0)
| Atlético Madrid                                                              | Atlético Madrid | Borussia Dortmund | Borussia Dortmund |
| ---------------------------------------------------------------------------- | --- | --- | ----------------- |
| Atlético Madrid                                                              | \| 3. Gruppenspiel \| \| Mittwoch, 16. Oktober 1996 um 20:30 Uhr in Madrid (Estadio Vicente Calderón) \| \| Zuschauer: 50.000 (ausverkauft) \| \| Schiedsrichter: Michel Piraux ( Belgien) \|                              | \| 3. Gruppenspiel \| \| Mittwoch, 16. Oktober 1996 um 20:30 Uhr in Madrid (Estadio Vicente Calderón) \| \| Zuschauer: 50.000 (ausverkauft) \| \| Schiedsrichter: Michel Piraux ( Belgien) \|                                                                          | Borussia Dortmund |
| Atlético Madrid                                                              | José Molina – Delfí Geli, Santi Denia, Toni , Roberto Solozábal – Carlos Aguilera (67. Juanma López), Radek Bejbl (75. Juan Carlos Gómez), Diego Simeone – Milinko Pantić – Juan Esnáider, Kiko Cheftrainer: Radomir Antić | Stefan Klos – Jürgen Kohler, Wolfgang Feiersinger, Júlio César (67. Martin Kree) – Stefan Reuter, Paul Lambert, Michael Zorc , Jörg Heinrich – Lars Ricken (71. Jovan Kirovski), René Tretschok (87. Heiko Herrlich) – Stéphane Chapuisat Cheftrainer: Ottmar Hitzfeld | Borussia Dortmund |
| Atlético Madrid                                                              | 0:1 Reuter (51.) | | Borussia Dortmund |
| Atlético Madrid                                                              | Simeone (21.), Toni (29.), Denia (43.) | Heinrich (14./2., gesperrt), Feiersinger (28.), Kohler (80./2., gesperrt), | Borussia Dortmund |
| 3. Gruppenspiel                                                              | | |                   |
| Mittwoch, 16. Oktober 1996 um 20:30 Uhr in Madrid (Estadio Vicente Calderón) | | |                   |
| Zuschauer: 50.000 (ausverkauft)                                              | | |                   |
| Schiedsrichter: Michel Piraux ( Belgien)                                     | | |                   |

### Borussia Dortmund – Atlético Madrid 1:2 (1:2)
| Borussia Dortmund                                                      | Borussia Dortmund | Atlético Madrid | Atlético Madrid |
| ---------------------------------------------------------------------- | --- | --- | --------------- |
| Borussia Dortmund                                                      | \| 4. Gruppenspiel \| \| Mittwoch, 30. Oktober 1996 um 20:30 Uhr in Dortmund (Westfalenstadion) \| \| Zuschauer: 45.000 \| \| Schiedsrichter: László Vágner ( Ungarn) \|                                                                           | \| 4. Gruppenspiel \| \| Mittwoch, 30. Oktober 1996 um 20:30 Uhr in Dortmund (Westfalenstadion) \| \| Zuschauer: 45.000 \| \| Schiedsrichter: László Vágner ( Ungarn) \|                                                            | Atlético Madrid |
| Borussia Dortmund                                                      | Stefan Klos – Steinar Pedersen (82. Jovan Kirovski), Stefan Reuter, Júlio César – René Tretschok (68. Lars Ricken), Paul Lambert, Michael Zorc , Knut Reinhardt – Andreas Möller – Heiko Herrlich, Stéphane Chapuisat Cheftrainer: Ottmar Hitzfeld | José Molina – Delfí Geli (60. Juanma López), Santi Denia, Toni , Roberto Solozábal – Roberto, Radek Bejbl, Juan Vizcaíno – Milinko Pantić (84. Carlos Aguilera) – Juan Esnáider (79. Pablo Alfaro), Kiko Cheftrainer: Radomir Antić | Atlético Madrid |
| Borussia Dortmund                                                      | 1:0 Herrlich (17.) | 1:1 Roberto (37.) 1:2 Pantić (42.) | Atlético Madrid |
| Borussia Dortmund                                                      | Herrlich (25.) | Santi (21.), Roberto (26.), Toni (51.), Bejbl (89.) | Atlético Madrid |
| 4. Gruppenspiel                                                        | | |                 |
| Mittwoch, 30. Oktober 1996 um 20:30 Uhr in Dortmund (Westfalenstadion) | | |                 |
| Zuschauer: 45.000                                                      | | |                 |
| Schiedsrichter: László Vágner ( Ungarn)                                | | |                 |

### Widzew Łódź – Borussia Dortmund 2:2 (2:1)
| Widzew Łódź                                                       | Widzew Łódź | Borussia Dortmund | Borussia Dortmund |
| ----------------------------------------------------------------- | --- | --- | ----------------- |
| Widzew Łódź                                                       | \| 5. Gruppenspiel \| \| Mittwoch, 20. November 1996 um 20:30 Uhr in Łódź (Widzew-Stadion) \| \| Zuschauer: 18.000 (ausverkauft) \| \| Schiedsrichter: Rune Pedersen ( Norwegen) \|                                                                        | \| 5. Gruppenspiel \| \| Mittwoch, 20. November 1996 um 20:30 Uhr in Łódź (Widzew-Stadion) \| \| Zuschauer: 18.000 (ausverkauft) \| \| Schiedsrichter: Rune Pedersen ( Norwegen) \|                                                                                   | Borussia Dortmund |
| Widzew Łódź                                                       | Maciej Szczęsny – Paweł Wojtala, Tomasz Łapiński , Daniel Bogusz – Mirosław Szymkowiak (57. Zbigniew Wyciszkiewicz), Radosław Michalski, Ryszard Czerwiec, Andrij Michalczuk – Sławomir Majak – Jacek Dembiński, Marek Citko Cheftrainer: Franciszek Smuda | Stefan Klos – Jürgen Kohler, Matthias Sammer , Jörg Heinrich – Stefan Reuter, Paul Lambert, René Tretschok (27. Stéphane Chapuisat), Knut Reinhardt (90. Martin Kree) – Lars Ricken (82. Ibrahim Tanko), Andreas Möller – Heiko Herrlich Cheftrainer: Ottmar Hitzfeld | Borussia Dortmund |
| Widzew Łódź                                                       | 1:1 Dembiński (15.) 2:1 Dembiński (20.) | 0:1 Lambert (14.) 2:2 Kohler (65.) | Borussia Dortmund |
| Widzew Łódź                                                       | Möller (37.) | | Borussia Dortmund |
| 5. Gruppenspiel                                                   | | |                   |
| Mittwoch, 20. November 1996 um 20:30 Uhr in Łódź (Widzew-Stadion) | | |                   |
| Zuschauer: 18.000 (ausverkauft)                                   | | |                   |
| Schiedsrichter: Rune Pedersen ( Norwegen)                         | | |                   |

### Borussia Dortmund – Steaua Bukarest 5:3 (3:1)
| Borussia Dortmund                                                      | Borussia Dortmund | Steaua Bukarest | Steaua Bukarest |
| ---------------------------------------------------------------------- | --- | --- | --------------- |
| Borussia Dortmund                                                      | \| 6. Gruppenspiel \| \| Mittwoch, 4. Dezember 1996 um 20:30 Uhr in Dortmund (Westfalenstadion) \| \| Zuschauer: 37.000 \| \| Schiedsrichter: Hugh Dallas ( Schottland) \|                                                                              | \| 6. Gruppenspiel \| \| Mittwoch, 4. Dezember 1996 um 20:30 Uhr in Dortmund (Westfalenstadion) \| \| Zuschauer: 37.000 \| \| Schiedsrichter: Hugh Dallas ( Schottland) \|                                                             | Steaua Bukarest |
| Borussia Dortmund                                                      | Stefan Klos – Jürgen Kohler, Matthias Sammer, Martin Kree – Jörg Heinrich (68. Steinar Pedersen), Paul Lambert, Michael Zorc , Knut Reinhardt – René Tretschok – Karl-Heinz Riedle (64. Ibrahim Tanko), Stéphane Chapuisat Cheftrainer: Ottmar Hitzfeld | Bogdan Stelea – Tiberiu Csik, Iulian Miu, Bogdan Bucur, Marius Baciu – Damian Militaru, Dennis Șerban (66. Mihai Nemțanu), Roland Nagy – Aurel Calin – Laurențiu Roșu (46. Cristian Ciocoiu), Sabin Ilie Cheftrainer: Dumitru Dumitriu | Steaua Bukarest |
| Borussia Dortmund                                                      | 1:0 Chapuisat (13.) 2:1 Chapuisat (22.) 3:1 Tretschok (43.) 4:2 Riedle (63.) 5:2 Zorc (65.) | 1:1 Ilie (17., Foulelfmeter) 3:2 Baciu (53.) 5:3 Calin (79.) | Steaua Bukarest |
| Borussia Dortmund                                                      | Sammer (25.), Zorc (67./2., gesperrt) | Miu (11.), Calin (30.) | Steaua Bukarest |
| 6. Gruppenspiel                                                        | | |                 |
| Mittwoch, 4. Dezember 1996 um 20:30 Uhr in Dortmund (Westfalenstadion) | | |                 |
| Zuschauer: 37.000                                                      | | |                 |
| Schiedsrichter: Hugh Dallas ( Schottland)                              | | |                 |

### Abschlusstabelle der Gruppe B
| Pl. | Verein            | Sp. | S | U | N | Tore    | Diff. | Punkte |
| --- | ----------------- | --- | - | - | - | ------- | ----- | ------ |
| 1.  | Atlético Madrid   | 6   | 4 | 1 | 1 | 012:400 | +8    | 13     |
| 2.  | Borussia Dortmund | 6   | 4 | 1 | 1 | 014:800 | +6    | 13     |
| 3.  | Widzew Łódź       | 6   | 1 | 1 | 4 | 006:100 | −4    | 04     |
| 4.  | Steaua Bukarest   | 6   | 1 | 1 | 4 | 005:150 | −10   | 04     |

## Viertelfinale

### Borussia Dortmund – AJ Auxerre 3:1 (1:0)
| Borussia Dortmund                                                  | Borussia Dortmund | AJ Auxerre | AJ Auxerre |
| ------------------------------------------------------------------ | --- | --- | ---------- |
| Borussia Dortmund                                                  | \| Viertelfinale, Hinspiel \| \| Mittwoch, 5. März 1997 um 20:30 Uhr in Dortmund (Westfalenstadion) \| \| Zuschauer: 47.500 \| \| Schiedsrichter: José María García-Aranda ( Spanien) \|                                                                                    | \| Viertelfinale, Hinspiel \| \| Mittwoch, 5. März 1997 um 20:30 Uhr in Dortmund (Westfalenstadion) \| \| Zuschauer: 47.500 \| \| Schiedsrichter: José María García-Aranda ( Spanien) \|                                            | AJ Auxerre |
| Borussia Dortmund                                                  | Stefan Klos – Stefan Reuter , Wolfgang Feiersinger (38. René Schneider), Martin Kree – Lars Ricken (90. René Tretschok), Paul Lambert, Paulo Sousa, Jörg Heinrich – Andreas Möller – Karl-Heinz Riedle, Stéphane Chapuisat (81. Ibrahim Tanko) Cheftrainer: Ottmar Hitzfeld | Lionel Charbonnier – Franck Silvestre , Frédéric Danjou, Taribo West, Alain Goma – Philippe Violeau, Christian Henna (46. Antoine Sibierski), Moussa Saïb – Sabri Lamouchi, Lilian Laslandes, Bernard Diomède Cheftrainer: Guy Roux | AJ Auxerre |
| Borussia Dortmund                                                  | 1:0 Riedle (12.) 2:0 Schneider (54.) 3:1 Möller (83.) | 2:1 Lamouchi (75.) | AJ Auxerre |
| Borussia Dortmund                                                  | Goma (34.) | | AJ Auxerre |
| Borussia Dortmund                                                  | Reuter (88.) | | AJ Auxerre |
| Viertelfinale, Hinspiel                                            | | |            |
| Mittwoch, 5. März 1997 um 20:30 Uhr in Dortmund (Westfalenstadion) | | |            |
| Zuschauer: 47.500                                                  | | |            |
| Schiedsrichter: José María García-Aranda ( Spanien)                | | |            |

### AJ Auxerre – Borussia Dortmund 0:1 (0:0)
| AJ Auxerre                                                                  | AJ Auxerre | Borussia Dortmund | Borussia Dortmund |
| --------------------------------------------------------------------------- | --- | --- | ----------------- |
| AJ Auxerre                                                                  | \| Viertelfinale, Rückspiel \| \| Mittwoch, 19. März 1997 um 20:30 Uhr in Auxerre (Stade de l’Abbé-Deschamps) \| \| Zuschauer: 21.500 (ausverkauft) \| \| Schiedsrichter: Günter Benkö ( Österreich) \|                                            | \| Viertelfinale, Rückspiel \| \| Mittwoch, 19. März 1997 um 20:30 Uhr in Auxerre (Stade de l’Abbé-Deschamps) \| \| Zuschauer: 21.500 (ausverkauft) \| \| Schiedsrichter: Günter Benkö ( Österreich) \|                                                                     | Borussia Dortmund |
| AJ Auxerre                                                                  | Lionel Charbonnier – Franck Silvestre , Frédéric Danjou, Taribo West (86. Ned Zelic), Alain Goma – Sabri Lamouchi, Philippe Violeau, Moussa Saïb – Antoine Sibierski (82. Fabrice Lepaul), Lilian Laslandes, Bernard Diomède Cheftrainer: Guy Roux | Stefan Klos – Jürgen Kohler, Matthias Sammer , Martin Kree – Lars Ricken (80. Wolfgang Feiersinger), Paul Lambert, Paulo Sousa (88. Heiko Herrlich), Jörg Heinrich – Andreas Möller – Karl-Heinz Riedle, Stéphane Chapuisat (80. Michael Zorc) Cheftrainer: Ottmar Hitzfeld | Borussia Dortmund |
| AJ Auxerre                                                                  | 0:1 Ricken (61.) | | Borussia Dortmund |
| AJ Auxerre                                                                  | Silvestre (37.), Violeau (58.) | Kree (23.), Sousa (48.), Sammer (71.) | Borussia Dortmund |
| Viertelfinale, Rückspiel                                                    | | |                   |
| Mittwoch, 19. März 1997 um 20:30 Uhr in Auxerre (Stade de l’Abbé-Deschamps) | | |                   |
| Zuschauer: 21.500 (ausverkauft)                                             | | |                   |
| Schiedsrichter: Günter Benkö ( Österreich)                                  | | |                   |

## Halbfinale

### Borussia Dortmund – Manchester United 1:0 (0:0)
| Borussia Dortmund                                                   | Borussia Dortmund | Manchester United | Manchester United |
| ------------------------------------------------------------------- | --- | --- | ----------------- |
| Borussia Dortmund                                                   | \| Halbfinale, Hinspiel \| \| Mittwoch, 9. April 1997 um 20:30 Uhr in Dortmund (Westfalenstadion) \| \| Zuschauer: 48.500 (ausverkauft) \| \| Schiedsrichter: Nikolai Lewnikow ( Russland) \|                                                                       | \| Halbfinale, Hinspiel \| \| Mittwoch, 9. April 1997 um 20:30 Uhr in Dortmund (Westfalenstadion) \| \| Zuschauer: 48.500 (ausverkauft) \| \| Schiedsrichter: Nikolai Lewnikow ( Russland) \|                                         | Manchester United |
| Borussia Dortmund                                                   | Stefan Klos – Stefan Reuter , Wolfgang Feiersinger, Martin Kree – Lars Ricken (89. Steffen Freund), Paul Lambert, Paulo Sousa, Jörg Heinrich – Andreas Möller – Heiko Herrlich (90. Michael Zorc), René Tretschok (86. Knut Reinhardt) Cheftrainer: Ottmar Hitzfeld | Raimond van der Gouw – Gary Neville, Gary Pallister, Ronny Johnsen, Denis Irwin – David Beckham, Roy Keane, Nicky Butt, Ryan Giggs (84. Paul Scholes) – Éric Cantona – Ole Gunnar Solskjær (75. Andy Cole) Cheftrainer: Alex Ferguson | Manchester United |
| Borussia Dortmund                                                   | 1:0 Tretschok (76.) | | Manchester United |
| Borussia Dortmund                                                   | Ricken (64.), Heinrich (75.) | Pallister (26.), Keane (68.) | Manchester United |
| Halbfinale, Hinspiel                                                | | |                   |
| Mittwoch, 9. April 1997 um 20:30 Uhr in Dortmund (Westfalenstadion) | | |                   |
| Zuschauer: 48.500 (ausverkauft)                                     | | |                   |
| Schiedsrichter: Nikolai Lewnikow ( Russland)                        | | |                   |

### Manchester United – Borussia Dortmund 0:1 (0:1)
| Manchester United                                                  | Manchester United | Borussia Dortmund | Borussia Dortmund |
| ------------------------------------------------------------------ | --- | --- | ----------------- |
| Manchester United                                                  | \| Halbfinale, Rückspiel \| \| Mittwoch, 23. April 1997 um 20:30 Uhr in Manchester (Old Trafford) \| \| Zuschauer: 53.606 (ausverkauft) \| \| Schiedsrichter: Urs Meier ( Schweiz) \|                                              | \| Halbfinale, Rückspiel \| \| Mittwoch, 23. April 1997 um 20:30 Uhr in Manchester (Old Trafford) \| \| Zuschauer: 53.606 (ausverkauft) \| \| Schiedsrichter: Urs Meier ( Schweiz) \|                                                                                       | Borussia Dortmund |
| Manchester United                                                  | Peter Schmeichel – Gary Neville, Gary Pallister, David May (87. Paul Scholes), Denis Irwin – Ronny Johnsen – David Beckham, Nicky Butt – Éric Cantona – Andy Cole, Ole Gunnar Solskjær (56. Ryan Giggs) Cheftrainer: Alex Ferguson | Stefan Klos – Jürgen Kohler, Wolfgang Feiersinger, Martin Kree – Stefan Reuter (24. René Tretschok), Paul Lambert, Lars Ricken (61. Michael Zorc), Jörg Heinrich – Andreas Möller – Karl-Heinz Riedle (73. Heiko Herrlich), Stéphane Chapuisat Cheftrainer: Ottmar Hitzfeld | Borussia Dortmund |
| Manchester United                                                  | 0:1 Ricken (8.) | | Borussia Dortmund |
| Manchester United                                                  | Solskjær (12.), Cole (42.), Neville (69.) | Lambert (55.), Tretschok (72.) | Borussia Dortmund |
| Halbfinale, Rückspiel                                              | | |                   |
| Mittwoch, 23. April 1997 um 20:30 Uhr in Manchester (Old Trafford) | | |                   |
| Zuschauer: 53.606 (ausverkauft)                                    | | |                   |
| Schiedsrichter: Urs Meier ( Schweiz)                               | | |                   |

## Finale

### Borussia Dortmund – Juventus Turin 3:1 (2:0)
| Borussia Dortmund                                                       | Borussia Dortmund | Juventus Turin | Juventus Turin |
| ----------------------------------------------------------------------- | --- | --- | -------------- |
| Borussia Dortmund                                                       | \| Finale \| \| Mittwoch, 28. Mai 1997 um 20:30 Uhr in München (Olympiastadion München) \| \| Zuschauer: 59.000 (ausverkauft) \| \| Schiedsrichter: Sándor Puhl ( Ungarn) \|                                                                                         | \| Finale \| \| Mittwoch, 28. Mai 1997 um 20:30 Uhr in München (Olympiastadion München) \| \| Zuschauer: 59.000 (ausverkauft) \| \| Schiedsrichter: Sándor Puhl ( Ungarn) \| | Juventus Turin |
| Borussia Dortmund                                                       | Stefan Klos – Jürgen Kohler, Matthias Sammer , Martin Kree – Stefan Reuter, Paul Lambert, Paulo Sousa, Jörg Heinrich – Andreas Möller (89. Michael Zorc) – Karl-Heinz Riedle (67. Heiko Herrlich), Stéphane Chapuisat (70. Lars Ricken) Cheftrainer: Ottmar Hitzfeld | Angelo Peruzzi – Sergio Porrini (46. Alessandro Del Piero), Ciro Ferrara, Paolo Montero, Mark Iuliano – Didier Deschamps – Angelo Di Livio, Vladimir Jugović – Zinédine Zidane – Alen Bokšić (88. Alessio Tacchinardi), Christian Vieri (73. Nicola Amoruso) Cheftrainer: Marcello Lippi | Juventus Turin |
| Borussia Dortmund                                                       | 1:0 Riedle (29.) 2:0 Riedle (34.) 3:1 Ricken (71.) | 2:1 Del Piero (65.) | Juventus Turin |
| Borussia Dortmund                                                       | Sousa (23.), Ricken (71.) | Porrini (19.), Iuliano (90.) | Juventus Turin |
| Finale                                                                  | | |                |
| Mittwoch, 28. Mai 1997 um 20:30 Uhr in München (Olympiastadion München) | | |                |
| Zuschauer: 59.000 (ausverkauft)                                         | | |                |
| Schiedsrichter: Sándor Puhl ( Ungarn)                                   | | |                |